# Johannes Eggestein
Johannes Eggestein (ur. 8 maja 1998 w Hanowerze) – niemiecki piłkarz grający na pozycji napastnika w klubie St. Pauli.

## Życiorys
Jest wychowankiem Werderu Brema. W czasach juniorskich trenował także w TSV Schloß Ricklingen i TSV Havelse. W 2016 roku trafił do seniorskiej drużyny Werderu. W Bundeslidze zadebiutował 26 sierpnia 2017 w przegranym 0:2 meczu z Bayernem Monachium. Do gry wszedł w 84. minucie, zmieniając Fina Bartelsa. 5 października 2020 został wypożyczony do austriackiego LASK Linz.
Jest bratem Maximiliana Eggesteina, również piłkarza.